# Philipp Blommaert

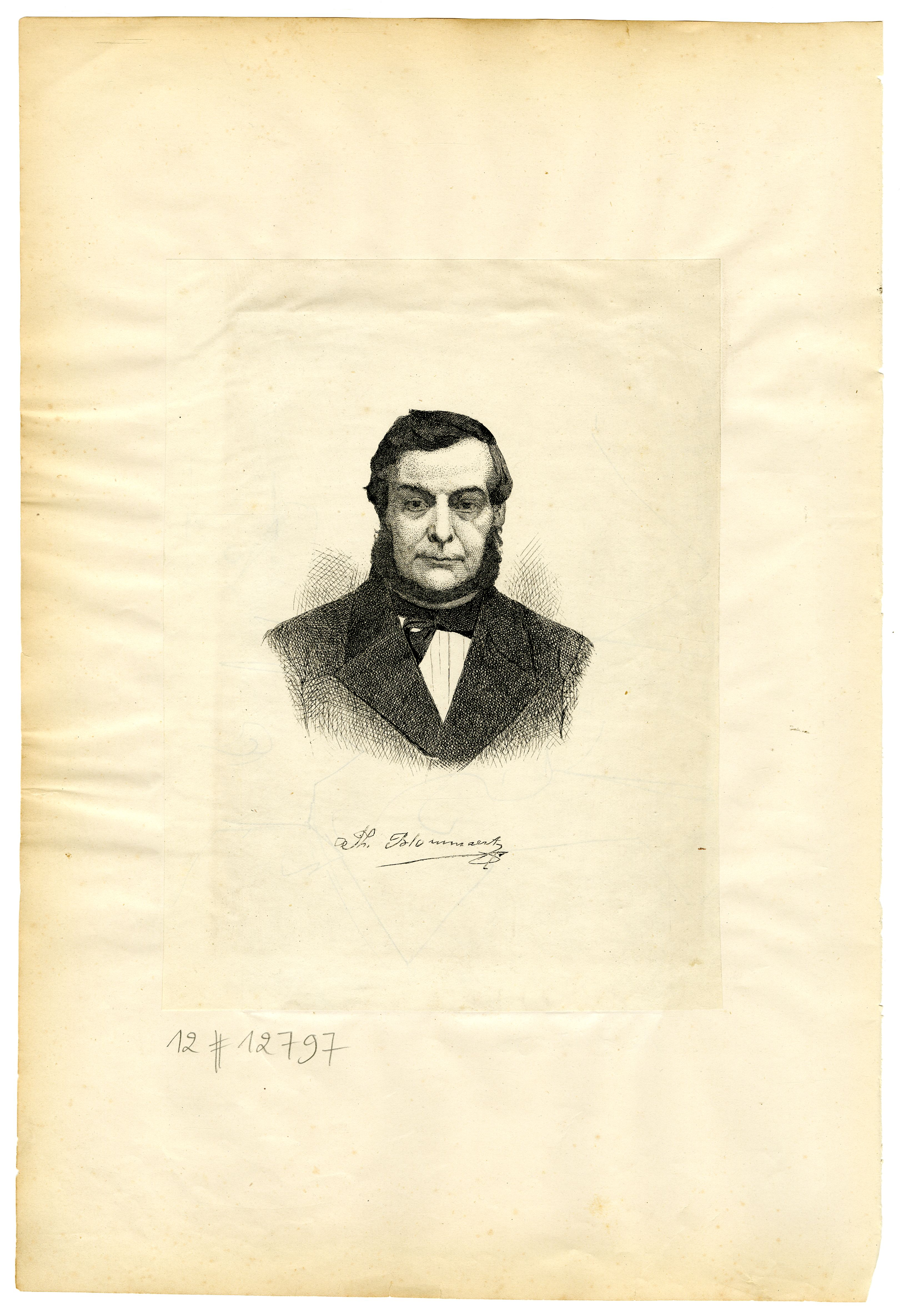
Philipp Blommaert

Philipp Blommaert (* 24. August 1809 in Gent; † 14. August 1871 ebenda) war ein flämischer Schriftsteller. 

## Wirken
Philipp Blommaert studierte in seiner Vaterstadt die Rechte und  lebte dort  als Privatgelehrter und als Hendrik Consciences Freund und Genosse im Kampf für die flämische Sprache. Schon seit 1834 trat er in der niederländischen Zeitschrift Vaderlandsche Letteroefeningen mit Gedichten in flämischer Sprache hervor, die aber wegen der etwas rauen Form wenig weiteren Erfolg hatten.
Wichtiger war die Herausgabe flämischer Dichtungen aus dem 12. bis 14. Jahrhundert, wie des Theophilus (Gent 1836; 2. Aufl. 1858), der Oudvlaemsche gedichten (3 Bde., Gent 1838–51), Leven van St. Amand (2 Bde., 1842–43), Geschiedenis der rederijkkamer de Fonteine te Gent (1847), De Grimbergsche oorlog (2 Bde., 1852–54), De nederduitsche schryvers van Gent (1861) u. a. Er behandelte mit Vorliebe altnordische Sagen, verfasste eine flämische Teilübersetzung der Nibelungen in jambischen Versen und bearbeitete den Beowulf und die Edda.
Sein vorzüglichstes Werk ist jedoch die Aloude geschiedenis der Belgen of Nederduitschers (Gent 1849), worin er die Ansicht aufstellt, dass die niederdeutschen Gegenden trotz ihrer politischen Zerrissenheit doch noch als Volkseinheit zur Erfüllung einer hohen kulturhistorischen Idee berufen seien.
Blommaert gründete 1839 die Flämische Bibliographische Gesellschaft in Gent. Er wirkte auch als Mitarbeiter an mehreren belgischen Zeitschriften dem französischen Einfluss entgegen und war 1840 neben Jan-Frans Willems der Haupturheber der Sprachpetitionen zugunsten der flämischen Sprache (siehe auch Flämisch-wallonischer Konflikt). Seit 1860 Mitglied der belgischen Akademie, beteiligte er sich an den Arbeiten der Kommission für die Veröffentlichung der flämischen Sprachdenkmäler und war mit der Herausgabe von Jacob van Maerlants kurz zuvor entdecktem Gedicht Van Troyen beschäftigt, als er 1871 starb.

## Schriften (Auswahl)
- als Hrsg.: Der vrouwen heimelykheit. Dichtwerk der XIVe eeuw. Gent [1846] (= Maetschappy der Vlaemsche bibliophilen. 2e serie, No. 3).
- als Hrsg.: Oudvlaemsche Gedichten der XII–XIVe eeuwen. Gent 1838–1841.